# Кукарековка (Малогнеушевский сельсовет)
Кукаре́ковка — деревня в Рыльском районе Курской области. Входит в состав Малогнеушевского сельсовета.

## География
Деревня находится недалеко от Сейма (левый приток Десны), в 103 км западнее Курска, в 9 км к юго-востоку от районного центра — города Рыльск, в 4,5 км от центра сельсовета  — Малогнеушево.
Климат
Кукарековка, как и весь район, расположена в поясе умеренно континентального климата с тёплым летом и относительно тёплой зимой (Dfb в классификации Кёппена).

## Население
| 2002 | 2010 |
| ---- | ---- |
| 39   | ↘16  |

## Инфраструктура
Личное подсобное хозяйство. В деревне 24 дома.

## Транспорт
Кукарековка находится в 2 км от автодороги регионального значения 38К-030 (Рыльск — Коренево — Суджа), в 2 км от автодороги межмуниципального значения 38Н-566 (38К-030 — Малогнеушево — п. им. Куйбышева — Семеново с подъездом к Износково), в 2 км от ближайшей ж/д станции Сеймская (линия 16 км — Сеймская).
В 160 км от аэропорта имени В. Г. Шухова (недалеко от Белгорода).